# Луг (Івано-Франківський район)
Луг — село в Україні, у Олешанській сільській громаді Івано-Франківського району Івано-Франківської області.  До 2016 у складі Делівської сільської ради. Населення становить 184 особи (станом на 2001 рік). Село розташоване на сході Івано-Франківського району, за 14,3 кілометра від Тлумача.

## Географія
Село Луг лежить за 14,3 км на північний схід від Тлумача, фізична відстань до Києва — 400,5 км.
| Клімат Лугу             | Клімат Лугу | Клімат Лугу | Клімат Лугу | Клімат Лугу | Клімат Лугу | Клімат Лугу | Клімат Лугу | Клімат Лугу | Клімат Лугу | Клімат Лугу | Клімат Лугу | Клімат Лугу | Клімат Лугу |
| Показник                | Січ.        | Лют.        | Бер.        | Квіт.       | Трав.       | Черв.       | Лип.        | Серп.       | Вер.        | Жовт.       | Лист.       | Груд.       | Рік         |
| Середній максимум, °C   | −0,8        | 1,0         | 6,1         | 14,1        | 19,9        | 23,0        | 24,2        | 23,7        | 19,6        | 13,6        | 6,4         | 1,4         | 12,7        |
| Середня температура, °C | −4,1        | −2,3        | 2,1         | 8,9         | 14,4        | 17,6        | 18,9        | 18,2        | 14,3        | 8,9         | 3,2         | −1,4        | 8,2         |
| Середній мінімум, °C    | −7,3        | −5,5        | −1,8        | 3,8         | 8,9         | 12,2        | 13,6        | 12,7        | 9,1         | 4,2         | 0,1         | −4,1        | 3,8         |
| Норма опадів, мм        | 31          | 30          | 32          | 52          | 78          | 95          | 96          | 69          | 53          | 37          | 36          | 38          | 647         |
| ----------------------- | ----------- | ----------- | ----------- | ----------- | ----------- | ----------- | ----------- | ----------- | ----------- | ----------- | ----------- | ----------- | ----------- |
| Джерело:                |             |             |             |             |             |             |             |             |             |             |             |             |             |

## Населення
Станом на 1989 рік у селі проживали 164 особи, серед них — 80 чоловіків і 84 жінки.
За даними перепису населення 2001 року у селі проживали 184 особи. Рідною мовою назвали:
| Мова       | Кількість осіб | Відсоток |
| ---------- | -------------- | -------- |
| українська | 184            | 100,00%  |

## Політика
На виборах у селі Луг працювала окрема виборча дільниця, розташована в приміщенні школи. Результати виборів:
- Парламентські вибори 2006: зареєстровано 119 виборців, явка 70,59%, найбільше голосів віддано за блок Наша Україна — 47,62%, за Блок Юлії Тимошенко — 33,33%, за Український народний блок Костенка і Плюща — 8,33%[7].
- Парламентські вибори 2007: зареєстровано 119 виборців, явка 78,99%, найбільше голосів віддано за Блок Юлії Тимошенко — 59,28% за блок Наша Україна — Народна самооборона — 40,12%, за Партію регіонів — 2,13%[8].
- Вибори Президента України 2010 (перший тур): зареєстровано 132 виборці, явка 94,70%, найбільше голосів віддано за Юлію Тимошенко — 35,20%, за Віктора Ющенка — 19,20%, за Віктора Януковича — 16,00%[9].
- Вибори Президента України 2010 (другий тур): зареєстровано 133 виборці, явка 73,68%, з них за Юлію Тимошенко — 89,80%, за Віктора Януковича — 10,20%[10].